# وزارة العلاقات مع البرلمان (الجزائر)
وزارة العلاقات مع البرلمان، هي الفرع الوزاري في الحكومة الجزائرية المكلف بوزارة العلاقات مع البرلمان وتترأسها حالياً السيدةكوثر كريكو.